# Tianjin Nuzi Paiqiu Dui 2015-2016
Questa voce raccoglie le informazioni riguardanti il Tianjin Nuzi Paiqiu Dui nelle competizioni ufficiali della stagione 2015-2016.

## Organigramma societario
Area direttiva
- Presidente: Hao Xiyu

Area tecnica
- Allenatore: Wang Baoquan
- Secondo allenatore: Chang Liangcai
- Assistente allenatore: Hu Jianzhao

Area sanitaria
- Medico: Wang Xueyi
- Fisioterapista: Liu Rende

## Rosa
| N° | Nome           | Ruolo | Data di nascita   | Nazionalità sportiva |
| -- | -------------- | ----- | ----------------- | -------------------- |
| 1  | Song Jialiang  | S     | 28 luglio 1991    | Cina                 |
| 2  | Yang Linlin    | S     | 18 maggio 1996    | Cina                 |
| 3  | Wang Rui       | C     | 7 febbraio 1992   | Cina                 |
| 4  | Wang Jiamin    | C     | 11 febbraio 1995  | Cina                 |
| 5  | Yu Junwei      | S/O   | 4 luglio 1994     | Cina                 |
| 6  | Wang Ning      | C     | 14 maggio 1994    | Cina                 |
| 7  | Yin Na         | S     | 3 febbraio 1988   | Cina                 |
| 8  | Wei Qiuyue     | P     | 26 settembre 1988 | Cina                 |
| 9  | Wang Qian      | L     | 14 marzo 1989     | Cina                 |
| 10 | Liu Liwen      | L     | 2 agosto 1994     | Cina                 |
| 12 | Zhang Xiaoting | C     | 21 gennaio 1989   | Cina                 |
| 13 | Wang Yuanyuan  | C     | 14 luglio 1997    | Cina                 |
| 14 | Chen Liyi      | S     | 27 aprile 1989    | Cina                 |
| 15 | Meng Dou       | P     | 2 gennaio 1997    | Cina                 |
| 16 | Yao Di         | P     | 15 agosto 1992    | Cina                 |
| 17 | Liu Yiyi       | S     | 15 dicembre 1995  | Cina                 |
| 18 | Li Ying        | S     | 29 novembre 1988  | Cina                 |
| 19 | Eva Janeva     | S     | 31 luglio 1986    | Bulgaria             |
| 20 | Nancy Carrillo | C/O   | 11 gennaio 1986   | Cuba                 |

## Mercato
| Acquisti | Acquisti       | Acquisti     | Acquisti   |
| R.       | Nome           | da           | Modalità   |
| -------- | -------------- | ------------ | ---------- |
| C        | Wang Rui       | Inattiva     | definitivo |
| C        | Wang Yuanyuan  | ?            | definitivo |
| P        | Meng Dou       | ?            | definitivo |
| S        | Liu Yiyi       | ?            | definitivo |
| S        | Eva Janeva     | CSM Bucarest | definitivo |
| C/O      | Nancy Carrillo | Omička       | definitivo |

| Cessioni | Cessioni        | Cessioni      | Cessioni   |
| R.       | Nome            | a             | Modalità   |
| -------- | --------------- | ------------- | ---------- |
| S        | Sun Yan         | ?             | definitivo |
| S/O      | Liu Ya          | ?             | definitivo |
| S/O      | Ivana Nešović   | Balıkesir BB  | definitivo |
| S        | Brižitka Molnar | Panathīnaïkos | definitivo |

## Risultati

### Volleyball League A

#### Regular season

##### Prima fase
| 1ª giornata - 31 ottobre 2015 Shuangliu County Sports Center, Chengdu     | Sichuan  | 3 - 1 | Tianjin  | 13-25, 31-29, 26-24, 25-15        |
| 2ª giornata - 3 novembre 2015 Tianjin People's Gymnasium, Tientsin        | Tianjin  | 3 - 0 | Fujian   | 25-18, 25-20, 25-20               |
| 3ª giornata - 7 novembre 2015 Tianjin People's Gymnasium, Tientsin        | Tianjin  | 3 - 1 | Shandong | 25-23, 21-25, 25-17, 25-22        |
| 4ª giornata - 10 novembre 2015 Luwan Gymnasium, Shanghai                  | Shanghai | 3 - 1 | Tianjin  | 25-18, 25-18, 26-28, 25-16        |
| 5ª giornata - 14 novembre 2015 Tianjin People's Gymnasium, Tientsin       | Tianjin  | 3 - 0 | Jiangsu  | 25-21, 25-19, 25-15               |
| 6ª giornata - 17 dicembre 2015 Tianjin People's Gymnasium, Tientsin       | Tianjin  | 3 - 0 | Sichuan  | 25-12, 25-20, 25-19               |
| 7ª giornata - 21 dicembre 2015 Fujian Olympic Sports Center, Fuzhou       | Fujian   | 0 - 3 | Tianjin  | 13-25, 16-25, 17-25               |
| 8ª giornata - 24 dicembre 2015 Zibo City Sports Center Arena, Zibo        | Shandong | 0 - 3 | Tianjin  | 22-25, 16-25, 19-25               |
| 9ª giornata - 28 dicembre 2015 Tianjin People's Gymnasium, Tientsin       | Tianjin  | 2 - 3 | Shanghai | 25-23, 21-25, 25-23, 18-25, 12-15 |
| 10ª giornata - 1º dicembre 2015 Changzhou University Gymnasium, Changzhou | Jiangsu  | 3 - 2 | Tianjin  | 18-25, 25-15, 25-16, 19-25, 15-12 |

##### Seconda fase
| 11ª giornata - 5 dicembre 2015 Jiashan County Coliseum, Jiaxing      | Zhejiang | 1 - 3 | Tianjin  | 28-26, 15-25, 17-25, 23-25        |
| 12ª giornata - 8 dicembre 2015 Nationality College Gymnasium, Dalian | Liaoning | 3 - 2 | Tianjin  | 22-25, 24-26, 25-18, 25-23, 15-8  |
| 13ª giornata - 12 dicembre 2015 Tianjin People's Gymnasium, Tientsin | Tianjin  | 3 - 2 | Zhejiang | 25-14, 24-26, 26-24, 21-25, 15-9  |
| 14ª giornata - 15 dicembre 2015 Tianjin People's Gymnasium, Tientsin | Tianjin  | 3 - 1 | Liaoning | 25-18, 21-25, 25-18, 25-16        |
| 15ª giornata - 19 dicembre 2015 Yuanping Gymnasium, Shenzhen         | Bayi     | 0 - 3 | Tianjin  | 24-26, 17-25, 22-25               |
| 16ª giornata - 22 dicembre 2015 Glory Stadium, Pechino               | Beijing  | 2 - 3 | Tianjin  | 21-25, 25-11, 25-22, 8-25, 10-15  |
| 17ª giornata - 26 dicembre 2015 Tianjin People's Gymnasium, Tientsin | Tianjin  | 2 - 3 | Bayi     | 25-13, 27-29, 25-21, 24-26, 13-15 |
| 18ª giornata - 29 dicembre 2015 Tianjin People's Gymnasium, Tientsin | Tianjin  | 3 - 1 | Beijing  | 28-30, 25-22, 25-19, 25-18        |

#### Play-off scudetto

##### Semifinale
| Gara 1 - 1º gennaio 2016 Yuanping Gymnasium, Shenzhen         | Bayi    | 1 - 3 | Tianjin | 17-25, 25-23, 22-25, 15-25        |
| Gara 2 - 3 gennaio 2016 Yuanping Gymnasium, Shenzhen          | Bayi    | 3 - 0 | Tianjin | 25-17, 25-22, 25-22               |
| Gara 3 - 7 gennaio 2016 Tianjin People's Gymnasium, Tientsin  | Tianjin | 1 - 3 | Bayi    | 21-25, 25-14, 15-25, 17-25        |
| Gara 4 - 9 gennaio 2016 Tianjin People's Gymnasium, Tientsin  | Tianjin | 3 - 0 | Bayi    | 25-23, 25-13, 25-20               |
| Gara 5 - 10 gennaio 2016 Tianjin People's Gymnasium, Tientsin | Tianjin | 3 - 2 | Bayi    | 23-25, 25-17, 25-19, 21-25, 15-10 |

##### Finale
| Gara 1 - 16 gennaio 2016 Tianjin People's Gymnasium, Tientsin      | Tianjin | 3 - 1 | Jiangsu | 18-25, 25-16, 34-32, 25-18       |
| Gara 2 - 19 gennaio 2016 Tianjin People's Gymnasium, Tientsin      | Tianjin | 3 - 1 | Jiangsu | 25-27, 25-19, 25-18, 25-23       |
| Gara 3 - 23 gennaio 2016 Changzhou University Gymnasium, Changzhou | Jiangsu | 3 - 0 | Tianjin | 25-21, 25-22, 25-19              |
| Gara 4 - 26 gennaio 2016 Changzhou University Gymnasium, Changzhou | Jiangsu | 3 - 2 | Tianjin | 21-25, 25-13, 25-21, 25-27, 15-8 |
| Gara 5 - 30 gennaio 2016 Changzhou University Gymnasium, Changzhou | Jiangsu | 1 - 3 | Tianjin | 25-22, 26-28, 20-25, 20-25       |

## Statistiche

### Statistiche di squadra
| Competizione        | Punti | In casa | In casa | In casa | In trasferta | In trasferta | In trasferta | Totale | Totale | Totale |
| Competizione        | Punti | G       | V       | P       | G            | V            | P            | G      | V      | P      |
| ------------------- | ----- | ------- | ------- | ------- | ------------ | ------------ | ------------ | ------ | ------ | ------ |
| Volleyball League A | 29    | 14      | 11      | 3       | 14           | 7            | 7            | 28     | 18     | 10     |
| Totale              | -     | 14      | 11      | 3       | 14           | 7            | 7            | 28     | 18     | 10     |

G = partite giocate; V = partite vinte; P = partite perse

### Statistiche dei giocatori
| Giocatore   | Volleyball League A | Volleyball League A | Volleyball League A | Volleyball League A | Volleyball League A | Totale | Totale | Totale | Totale | Totale |
| Giocatore   | P                   | PT                  | AV                  | MV                  | BV                  | P      | PT     | AV     | MV     | BV     |
| ----------- | ------------------- | ------------------- | ------------------- | ------------------- | ------------------- | ------ | ------ | ------ | ------ | ------ |
| N. Carrillo | ?                   | 560                 | 479                 | 39                  | 42                  | ?      | 560    | 479    | 39     | 42     |
| Chen L.     | ?                   | 439                 | 387                 | 22                  | 30                  | ?      | 439    | 387    | 22     | 30     |
| E. Janeva   | ?                   | ?                   | ?                   | ?                   | ?                   | ?      | ?      | ?      | ?      | ?      |
| Li Y.       | ?                   | ?                   | ?                   | ?                   | ?                   | ?      | ?      | ?      | ?      | ?      |
| Liu L.      | ?                   | ?                   | ?                   | ?                   | ?                   | ?      | ?      | ?      | ?      | ?      |
| Liu Y.      | ?                   | ?                   | ?                   | ?                   | ?                   | ?      | ?      | ?      | ?      | ?      |
| Meng D.     | ?                   | ?                   | ?                   | ?                   | ?                   | ?      | ?      | ?      | ?      | ?      |
| Song J.     | ?                   | ?                   | ?                   | ?                   | ?                   | ?      | ?      | ?      | ?      | ?      |
| Wang J.     | ?                   | ?                   | ?                   | ?                   | ?                   | ?      | ?      | ?      | ?      | ?      |
| Wang N.     | ?                   | 251                 | 183                 | 45                  | 23                  | ?      | 251    | 183    | 45     | 23     |
| Wang Q.     | ?                   | ?                   | ?                   | ?                   | ?                   | ?      | ?      | ?      | ?      | ?      |
| Wang R.     | ?                   | ?                   | ?                   | ?                   | ?                   | ?      | ?      | ?      | ?      | ?      |
| Wang Y.     | ?                   | ?                   | ?                   | ?                   | ?                   | ?      | ?      | ?      | ?      | ?      |
| Wei Q.      | ?                   | ?                   | ?                   | ?                   | ?                   | ?      | ?      | ?      | ?      | ?      |
| Yang L.     | ?                   | ?                   | ?                   | ?                   | ?                   | ?      | ?      | ?      | ?      | ?      |
| Yao D.      | ?                   | ?                   | ?                   | 38                  | 26                  | ?      | ?      | ?      | 38     | 26     |
| Yin N.      | ?                   | ?                   | ?                   | ?                   | ?                   | ?      | ?      | ?      | ?      | ?      |
| Yu J.       | ?                   | ?                   | ?                   | ?                   | ?                   | ?      | ?      | ?      | ?      | ?      |
| Zhang XT.   | ?                   | 277                 | 209                 | 43                  | 25                  | ?      | 277    | 209    | 43     | 25     |
| Zhang XY.   | ?                   | ?                   | ?                   | ?                   | ?                   | ?      | ?      | ?      | ?      | ?      |

P = presenze; PT = punti totali; AV = attacchi vincenti; MV = muri vincenti; BV = battute vincenti